# جیمی بلاکلی
جیمی بلاکلی (انگلیسی: Jamie Blackley؛ زادهٔ ۸ ژوئیهٔ ۱۹۹۱) یک هنرپیشه اهل بریتانیا است. وی از سال ۲۰۰۸ میلادی تاکنون مشغول فعالیت بوده‌است.
از فیلم‌ها یا برنامه‌های تلویزیونی که وی در آن نقش داشته است می‌توان به اگر زنده بمانم، مرد بی‌منطق و در حالی که ما اینجا بودیم اشاره کرد.